# Citropsis schweinfurthii
Citropsis articulata là một loài thực vật có hoa trong họ Cửu lý hương. Loài này được (Engl.) Swingle & M.Kellerm. mô tả khoa học đầu tiên năm 1913.